# Tom Hawkins
Thomas "Tom" Jerome Hawkins (Chicago, Illinois; 22 de diciembre de 1936-Malibú, California; 16 de agosto de 2017) fue un baloncestista estadounidense que disputó diez temporadas en la NBA. Con 1,96 metros de estatura, jugaba en la posición de alero.

## Trayectoria deportiva

### Universidad
Jugó durante tres temporadas con los Fighting Irish de la Universidad de Notre Dame, liderando su equipo en puntos y rebotes en todas ellas. Fue elegido en el segundo equipo All-American en 1958 y 1959, y todavía hoy en día mantiene el récord de su universidad de más rebotes en una carrera, con 1318. En sus tres temporadas promedió 23,0 puntos y 16,7 rebotes por partido.
Fue una de las primeras estrellas afroamericanas dentro del baloncesto universitario, consiguiendo el reconocimiento a nivel nacional tras anotar en 1958 43 puntos ante los Falcons de la Academia de la Fuerza Aérea de los Estados Unidos.
En noviembre de 2004 fue incluido en el Equipo del Siglo de su universidad, cuando conmemoraron los 100 años del programa de baloncesto eligiendo a los 25 jugadores más determinantes de su equipo en todos los tiempos.

### Profesional
Fue elegido en la cuarta posición del Draft de la NBA de 1959 por Minneapolis Lakers, equipo con el que se trasladaría a su nueva residencia de Los Ángeles en la temporada 1960-61. Jugó durante tres temporadas con los Lakers, siempre como suplente, promediando casi nueve puntos y más de seis rebotes por partido. En 1962 es traspasado a Cincinnati Royals, donde jugaría al lado del gran Oscar Robertson, rindiendo a un buen nivel, siempre saliendo desde el banquillo. En 1966 regresó a los Lakers, donde jugaría tres años más, antes de retirarse en 1969.
En sus diez temporadas como profesional promedió 8,7 puntos y 6,0 rebotes por partido.